# Sobiałkowo

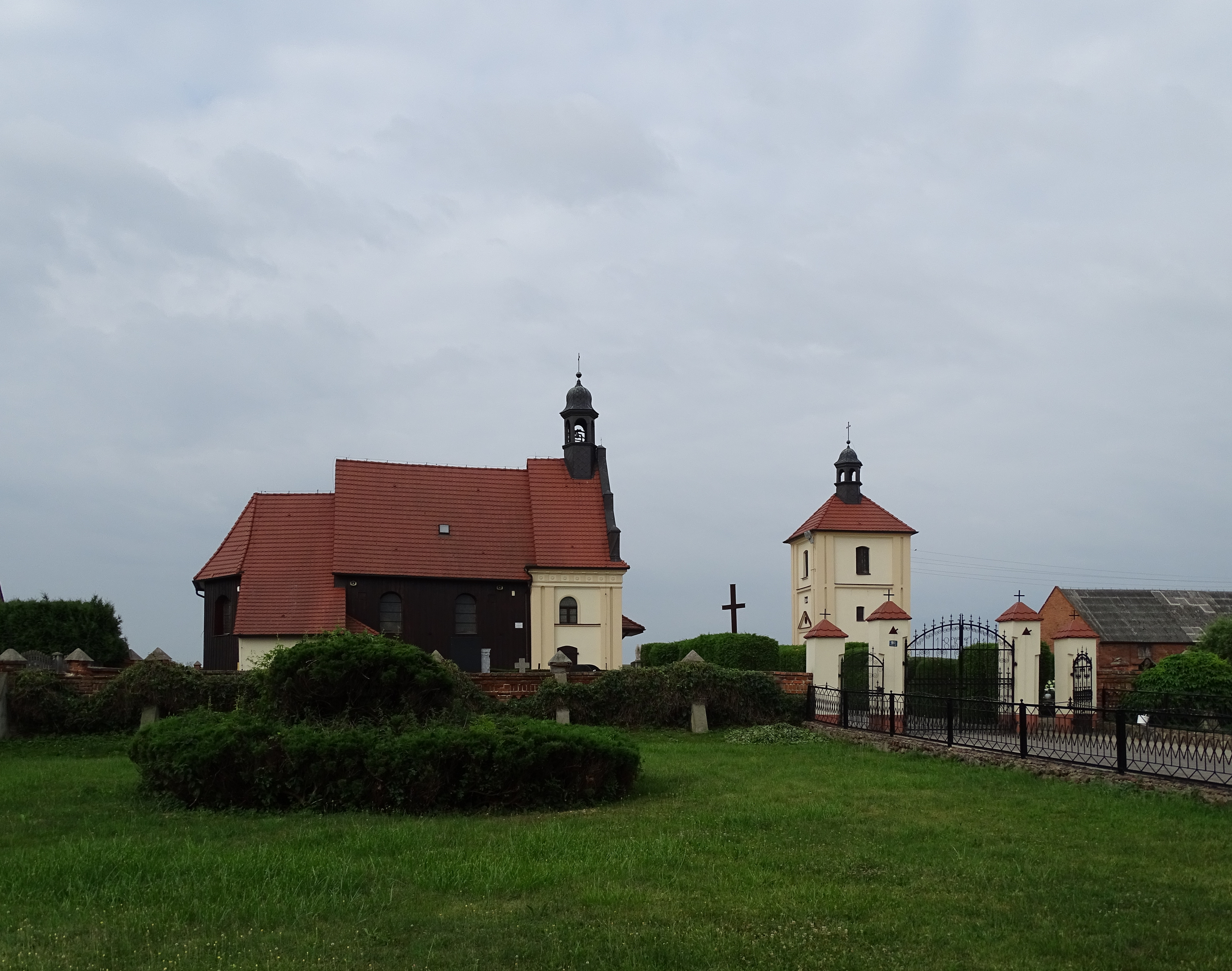
Kościół parafialny św. Jakuba.

Sobiałkowo – wieś w Polsce, położona w województwie wielkopolskim, w powiecie rawickim, w gminie Miejska Górka.
| SIMC    | Nazwa              | Rodzaj    |
| ------- | ------------------ | --------- |
| 0373422 | Rogatki            | część wsi |
| 0373439 | Sobiałkowo Górne   | część wsi |
| 0373445 | Sobiałkowo Wielkie | część wsi |
| 0373451 | Zapłocie Duże      | część wsi |
| 0373468 | Zapłocie Małe      | część wsi |

W latach 1975–1998 miejscowość administracyjnie należała do województwa leszczyńskiego.
Wieś szlachecka, własność kasztelana międzyrzeckiego Andrzeja Górki, około 1580 roku leżała w powiecie kościańskim województwa poznańskiego.
W okresie Wielkiego Księstwa Poznańskiego (1815-1848) miejscowość wzmiankowana jako Sobiałkowo należała do wsi większych w ówczesnym pruskim powiecie Kröben (krobskim) w rejencji poznańskiej. Sobiałkowo należało do okręgu sarnowskiego tego powiatu i stanowiło część majątku Miejska Górka, którego właścicielem był wówczas (1846) książę Sułkowski. Według spisu urzędowego z 1837 roku Sobiałkowo liczyło 474 mieszkańców, którzy zamieszkiwali 57 dymów (domostw).